# Contea di Mendocino
La contea di Mendocino, in inglese Mendocino County, è una contea dello Stato della California, negli Stati Uniti. La popolazione al censimento del 2000 era di 86 265 abitanti. Il capoluogo di contea è Ukiah.

## Geografia fisica
La contea si trova nella California settentrionale e si affaccia sull'Oceano Pacifico, a nord della San Francisco Bay Area. L'U.S. Census Bureau certifica che l'estensione della contea è di 10044 km², di cui 9088 km² composti da terra e i rimanenti 956 km² composti di acqua. La catena Costiera, a ovest, la separa dalla valle del Sacramento. La contea è famosa per le sue spiaggia, la Lost Coast e le sue sequoie, infatti molte zone sono parte di aree protette e parchi nazionali e statali.
La contea è una delle tre che forma l'Emerald Triangle, la regione con la più alta produzione di cannabis degli Stati Uniti.

### Contee confinanti
- Contea di Humboldt - nord
- Contea di Trinity - nord
- Contea di Tehama - nord-est
- Contea di Glenn - est
- Contea di Lake - est
- Contea di Sonoma - sud

## Storia
La contea di Mendocino è una delle contee originarie della California e fu costituita nel 1850. Fu chiamata così in onore di Antonio de Mendoza o Lorenzo Suarez de Mendoza, entrambi viceré della Nuova Spagna.

## Comuni[5]

### Cities
- Fort Bragg
- Point Arena
- Ukiah (capoluogo)
- Willits

### Census-designated places

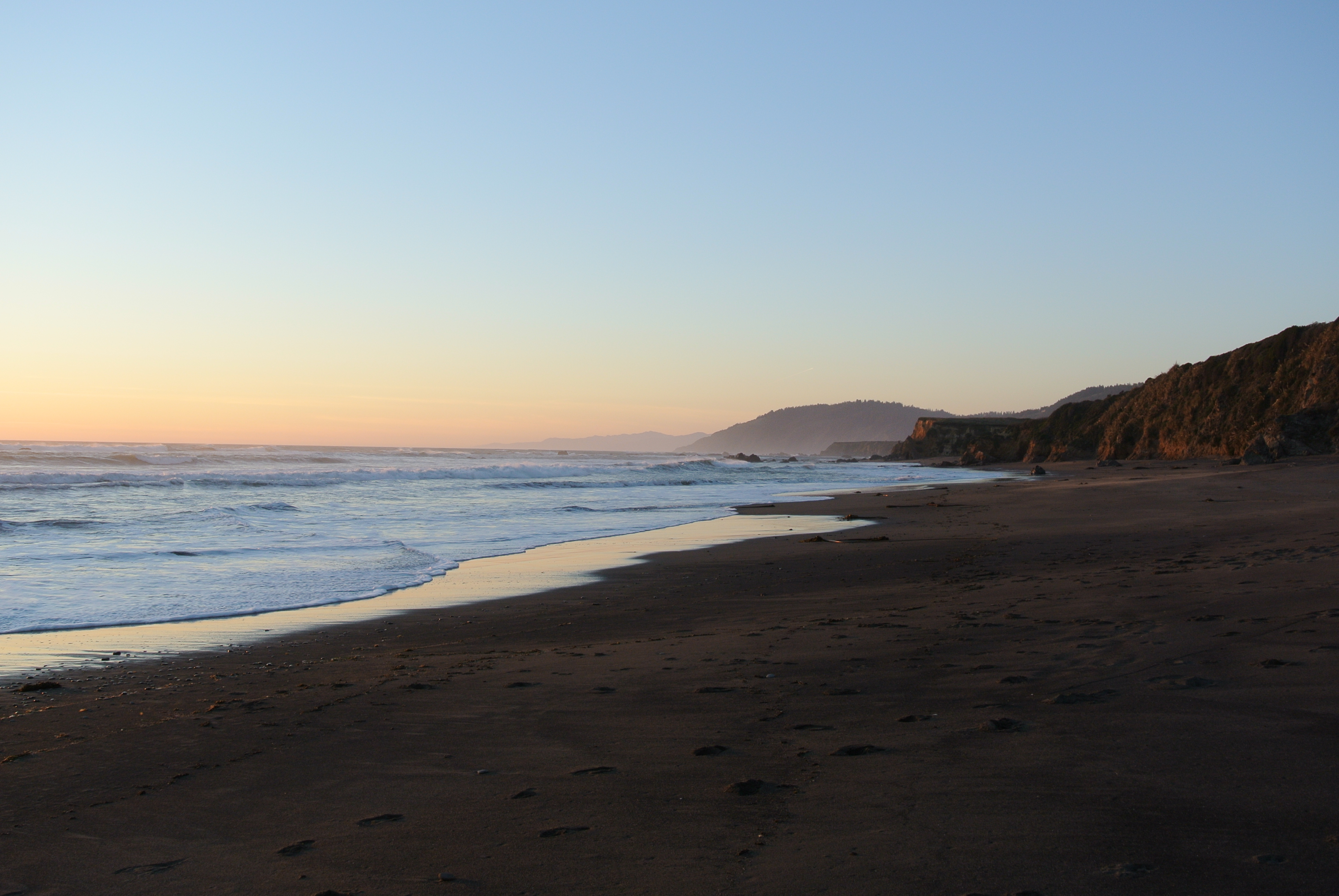
Spiaggia in Westport

- Albion
- Anchor Bay
- Boonville
- Brooktrails
- Calpella

- Caspar
- Cleone
- Comptche
- Covelo
- Hopland

- Laytonville
- Leggett
- Little River
- Manchester
- Mendocino

- Philo
- Point Arena
- Potter Valley
- Redwood Valley
- Talmage

## Infrastrutture e trasporti

### Principali strade ed autostrade
- U.S. Route 101
- California State Route 1
- California State Route 20
- California State Route 128